# Baffineilandstroom

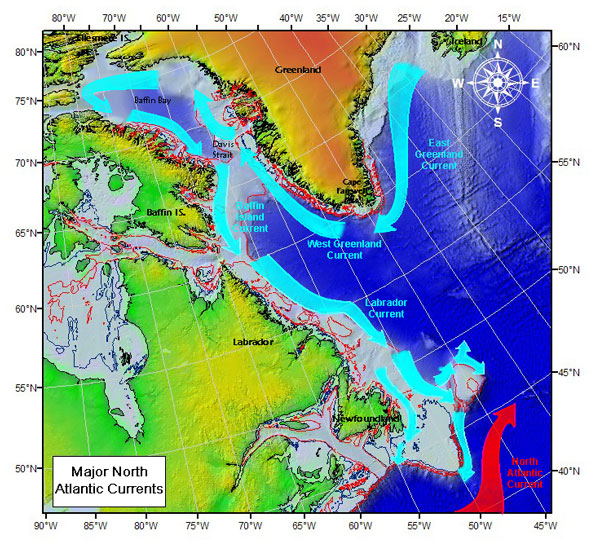
De verschillende stromen nabij Groenland

De Baffineilandstroom of Baffinstroom (BC) is een koude zeestroom die in zuidelijke richting langs de oostkust van het Canadese eiland Baffineiland loopt. Ze stroomt door de Baffinbaai, de Straat Davis en de Labradorzee.
Aan de noordkant van de Baffinbaai buigt de noordwaarts langs de westkust van Groenland stromende West-Groenlandstroom naar het westen, krijgt water van de uitstroom uit de Noordelijke IJszee dat via de Straat Nares de Baffinbaai instroomt, om als de Baffineilandstroom zuidwaarts te stromen. Een deel van de West-Groenlandstroom kan al eerder afbuigen in westelijke richting en zich bij de Baffineilandstroom en Labradorstroom voegen.
Ter hoogte van de Straat Hudson ten zuidoosten van Baffineiland voegt de Hudsonbaaistroom zich bij de Baffineilandstroom om als de Labradorstroom verder zuidwaarts te stromen.
De snelheid van de zeestroom is ongeveer 17 kilometer per dag.
De zeestroom stroomt door de mariene ecoregio Baffinbaai-Straat Davis en de mariene ecoregio Noordelijk Labrador.